# 彭博演說
彭博演說（英語：Bloomberg speech）是2013年保守黨籍英国首相戴维·卡梅伦發表的一場政治演說，但並未獲得合組政府的副首相尼克·克萊格及其自由民主黨支持。

## 草擬
演說講稿由唐宁街幕僚长黎偉略、莊·卡臣、添·傑杜、海倫·鮑雅撰寫，開首的數頁則由嘉麗·科古絲所寫。

## 內容
卡梅倫在2013年1月23日、於彭博社倫敦大楼發表此演說，內容涵蓋英國與歐洲的未來關係。他呼籲欧洲联盟進行基本的改革，以及就英國是否留在歐盟舉行國內公投。
|                  | 歐洲的問題終須都要處理，單單要求英國人民不情願地接受一份他們不能作主的歐洲協定，將來他們將更可能拒絕歐盟。 亦因如此，我支持舉行公投。我相信要正視這個議題、要作決定、主導辯論，而非單單祈求難搞的問題會自己消失。 |
| ——英國首相卡梅倫 | |

## 後續
保守黨在2015年大選的政治宣言中，承諾連任後會舉行脫歐公投。公投最終在2016年舉行，脫歐派獲過半數支持，卡梅倫為公投失利引咎辭職，《獨立報》就将此演说形容為「卡梅倫下台之路的第一步」。